# Буйвіл (рід)
Буйвіл (Bubalus) — рід азійської великої рогатої худоби, введений Чарльзом Гамільтоном Смітом у 1827 році. Bubalus і Syncerus утворюють підрід Bubalina — справжні буйволи.
Міжнародний кодекс зоологічної номенклатури та класифікація домашніх тварин як видів, підвидів, рас або порід багато років була предметом дискусій і суперечок між авторами. Експерти Продовольчої та сільськогосподарської організації ООН розглядають популяції домашніх водяних буйволів як породи.
До видів роду Bubalus належать свійський водяний буйвіл (B. bubalis), дикий водяний буйвіл (B. arnee), тамарау (B. mindorensis), рівнинний аноа (B. depressicornis) та гірський аноа (B. quarlesi). Останні два види аноа було запропоновано виділити в підрід Anoa в межах роду Bubalus.

## Види буйволів

### Сучасні види
Цей рід включає такі сучасні види:
- Свійський водяний буйвіл або азійський буйвіл (B. bubalis Linnaeus, 1758)
- Арні або велетенський буйвіл (B. arnee Kerr, 1792)
- Аноа, рівнинний або карликовий буйвіл (B. depressicornis Smith, 1827)
- Тамарау або буйвол філіппінський (B. mindorensis Heude, 1888)
- Гірський аноа (B. quarlesi Ouwens, 1910)

Буйвіл індійський одомашнений та використовується як молочна та тяглова тварина на Індійському субконтиненті, Південно-Східній Азії та у Китаї. Окремі групи буйволів утримують в Україні, переважно у Закарпатті.

### Вимерлі види
- Bubalus brevicornis — Young, 1936
- Bubalus cebuensis (Cebu tamaraw) — Croft, Heaney, Flynn and Bautista, 2006[7]
- Bubalus fudi[en] — Guo, 2008 — (можливо підрід Bubalus wansijocki)
- Bubalus grovesi[en] — Rozzi, 2017[8]
- Bubalus mephistopheles[en] (Короткорогий водяний буйвол) — Hopwood, 1925[9]
- Bubalus murrensis[en] (Європейський водяний буйвол) — Berckhemer, 1927[10]
- Bubalus palaeokerabau (Довгорогий яванський водяний буйвол) — E. Dubois, 1908[11]
- Bubalus platyceros — Lydekker, 1877
- Bubalus teilhardi[en] — Young, 1932
- Bubalus wansijocki — Chardin, 1928
- Bubalus youngi — Chow and Hsu, 1957